# سمير يزبك
سمير يزبك مطرب لبناني، وُلد في بلدة رمحالا بجبل لبنان عام 1939. بدأ مسيرته الفنية في عمر 16 عاما. وتميز في تقديم كل ألوان الغناء اللبناني وبرع في تقديم الموال الميجانا والعتابا. وقدم الكثير من الأغاني والمواويل. وشارك في مسرحية موسم العز عام 1960، والاستعراض الفني في السهرة التلفزيونية ميجانا عام 1974، وفيلم الصحفية الحسناء عام 1977. وتُوفي في 22 أغسطس عام 2016.

## أغانيه
له عدد من الأغاني، وِمنها:
- يا أعند حلوة بالحي.
- هزي محرمتك هزي.
- طلت أم عيون السود.
- دخلك يا شال.
- ويلي من حبن.
- خدني معك.
- موجوع صرلي سنين.
- كانت صغيرة.
- الزينة لبست خلخالها.
- اسأل علي الليل.
- دقي يا ربابة.